# 苏联消费合作社
苏联消费合作社是苏联的集体所有制商业系统。网点遍布城乡。主要任务是在苏联农村地区组织日用工业品供应，提供公共饮食业服务和农副产品（特别是棉花）收购等。业务活动包括销售、采购、轻工业生产、运输、建筑、修理安装。除向农村提供生产资料与日用消费品外，还涉及药店、餐厅、理发、图书馆、职业教育培训、建筑、修理、幼儿园、殡葬业等。

## 历史
消费合作在帝俄时代就被鼓励，当时的治安当局认为在劳动阶级的活动里面，算是一件“稳妥”的事情。1831年在赤塔出现第一个消费合作社，早于1844年英国成立的罗虚戴尔公平先锋社。1865年第一个消费合作社建立。至1895年，全俄有300家消费合作社，其中农村仅有19家，其他主要是铁路、工厂职工的消费合作社。1896年下诺夫哥罗德的全俄工业和艺术展览会期间，举办了工商大会，创办了合作与手工业部。来下诺夫哥罗德博览会采购的消费合作社代表与会。1896年秋，18个消费合作社的代表在莫斯科签署了《莫斯科消费合作社联盟章程》，1898年旧历10月23日至26日在莫斯科举办第一届代表大会，成立第一届全俄合作者协会。1903年“莫斯科消费合作社联盟”加入国际合作社联盟。直到1904年联盟没有专职干部。1905年消费合作社达到1300多个，社员人数35万。1905年至1906年俄国革命后，1907年消费合作社联盟开始自己的货物仓库。1910年建了自己的办公楼。1912年莫斯科联盟参与信用合作，创办了“莫斯科人民银行”。1914年一战爆发时，全俄有2万家消费合作社，超过300家合作联盟，资金周转额达3亿卢布，占全俄商品零售总额的4%。莫斯科联盟下设11个区域联盟1000多家合作社，社员人数30万。一战期间，为保障供应前线、解决后方基本民生，沙俄政府大力扶持消费合作社，以抑制商业投机活动。1915年莫斯科联盟有1737家合作社。此外还有圣彼得堡消费合作社联盟、基辅消费合作社联盟、乌拉尔消费合作社联盟、南俄消费合作社联盟、波罗的海消费合作社联盟等。1917年二月革命后，“莫斯科消费合作社联盟”更名为“全俄消费合作社中央联盟”，从地区性联盟变成全国性联盟。
在当时主持合作联盟的人，并不年倾向于拥护十月革命。但是因为合作是一个极端重要的工具，可以用来为劳动阶级消费者的利益与私营商人争斗，所以苏俄政府极力鼓励消费合作社的发展。1917年末有23500家消费合作社，社员人数680万，消费合作社联盟400个。1918年，苏俄辖域内所有消费合作社都加入了中央联盟。1919年3月苏俄人民委员会颁布了《关于消费公社的法令》，形成的自下而上的体系：基层消费合作社--县联盟--地区联盟--中央联盟。这些合作社在当时并不分股息，只是所供给的货品，其价格比私营的商人所取的价格低。当私营的商人在市场上排出一种新的产品，合作社便把同样的产品卖得更便宜，结果是社会得到益处。1921年3月俄共（布）十大决定采取新经济政策，颁布了《消费合作社法》。
1928年开始苏联第一个五年计划后，在各工厂以及其他工作场所，大规模地开设合作社店铺。同时由于1926年到1929年国家对于私营的商人征收重税，私人贸易几于全行消灭，合作社几于完全独占了国内贸易，零售周转额99亿卢布，占全苏零售周转总额的67.9%；粮食收购总额占全国的33.9%；对外贸易周转额0.982亿卢布；工业企业705家4.3万职工销售额6.87亿卢布；消费合作社2.8万家社员人数3780万。1928年10月1日，在第41届代表会议上，全苏消费合作社中央联盟中分出了独立的全俄罗斯消费合作社联盟。1930年7月全俄消费合作社联盟第二次代表大会决定与全苏消费合作社中央联盟合并。由于第一个五年计划苏联工业企业高速发展以及推行农业集体化带来的减产损失，被迫对一切粮食产品及多数工业产品都采用定量分派。消费者可从合作社里用较低的价格购买定量分配的货品，超出定量的额外货品可从国营商店里高价购买。1933年苏联农业获得空前收成后，很快废除了定量分配的购物制度，一切商店都对大众公开，货物都有统一价格。1934年苏联消费合作社的社员约7300万人。1935年废除了城市的合作贸易，城镇消费合作社给股东都退回股金，并移交给苏联国内贸易人民委员部。但在苏联农村，仍然有4万家消费合作社。
1954年的全苏消费合作社理事会第四次大会上，再次分出全俄消费合作社联盟。1957年5月30日，苏联消费合作社中央联盟主席亚历山大·彼德罗维奇·克里莫夫率领代表团9人访华。1957月7月21日至8月22日，张启龙为首的中国供销合作社代表团一行12人访苏，了解棉花生产和分级检验收购情况，了解苏联消费合作社权力下放和经营管理的情况。1959年苏联工艺合作社并入国营企业后，消费合作社成为全苏唯一的自上而下、组织齐全的集体所有制系统。1983年消费合作社的商品零售额861亿卢布,占全苏商品零售额的28%；当年入股股金173亿卢布，比1950年增加16倍,就业人数增加一倍。1984年12月11日至14日召开的苏联消费合作社第十一次代表大会公布的统计数据，拥有职工300多万人，资金182亿卢布，6000万股东，服务1.14亿人口，31.1万家基层商店与商业中心、超市，零售总额890亿卢布，占全国零售总额28%，销售了全国建筑材料的70%，将近一半的摩托车，三分之一的冰箱、缝纫机和家具；消费合作社的公共饮食业的10.2万家餐厅、小吃部、咖啡厅和食堂服务2500万顾客。消费合作社全年从农村收购了110亿卢布的商品，其中土豆收购量占全国收购的二分之一，谷物的三分之二，蔬菜的三分之一，水果的五分之一。出售给城市居民440亿卢布农产品。1986年颁布《个体劳动法》，允许合伙的个体户，导致生产合作社大量建立，主要是建筑生产合作社、消费品生产合作社、生活服务合作社。1990年有生产合作社20.96万个，职工520万人，销售额273亿卢布。
1992年颁布了《俄罗斯联邦消费合作社法》，当时11个州实现了私有化，78个州保留了合作社体制。2005年零售总额仅为140亿卢布，社会影响力大大降低，有8万个合作社商店，40万工作人员，80%为女性，700万社员，服务3000万人口。

## 历届中央联盟理事会主席
1. 1898—1905 尼古拉·彼德罗维奇·gibner（俄语：Гибнер, Николай Петрович）
2. 1906—1912 谢尔盖·阿列克塞耶维奇·卡布鲁科夫（俄语：Каблуков, Сергей Алексеевич）
3. 1913—1919 德米特里·斯捷潘诺维奇·科罗波夫（俄语：Коробов, Дмитрий Степанович）
4. 1919—1920 安德烈·马特耶维奇·列扎娃（俄语：Лежава Андрей Матвеевич）
5. 1920—1925 列夫·米哈伊洛维奇·金楚克（俄语：Хинчук Лев Михайлович）
6. 1926—1930 伊斯德尔·叶夫斯基耶维奇·柳比莫夫（俄语：Любимов Исидор Евстигнеевич）
7. 1931—1932 阿列克谢·叶戈罗维奇·巴达耶夫（俄语：Бадаев Алексей Егорович）
8. 1932—1937 伊萨克·阿布拉莫维奇·泽连斯基
9. 1937—1938 阿法纳西·普罗霍洛维奇·库霍金（俄语：Кухтин, Афанасий Прохорович）
10. 1938—1941 伊万·谢尔盖耶维奇·霍霍罗夫（俄语：Хохлов Иван Сергеевич）
11. 1941—1945 尼古拉·巴夫洛维奇·西德罗夫（俄语：Сидоров, Николай Павлович）
12. 1945—1954 伊万·谢尔盖耶维奇·霍霍罗夫（俄语：Хохлов Иван Сергеевич）
13. 1954—1978 亚历山大·彼德罗维奇·克里莫夫（俄语：Климов Александр Петрович）苏共候补中委。
14. 1978—1983 阿列克谢·阿列克谢耶维奇·斯米尔诺夫（俄语：Смирнов Алексей Алексеевич）
15. 1983—1987 米哈伊尔·彼德罗维奇·特鲁诺夫（俄语：Трунов Михаил Петрович）
16. 1987—1990 巴维尔·斯捷潘诺维奇·菲德尔科（俄语：Федирко Павел Стефанович）
17. 1991—2007 瓦伦京·菲利普维奇·叶尔马科夫（俄语：Ермаков, Валентин Филиппович）
18. 2007—2016 叶夫基尼·尼克拉耶夫维奇·库兹涅索夫（俄语：Кузнецов Евгений Николаевич）
19. 2016—在任 德米特里·罗沃维奇·祖博夫（俄语：Зубов, Дмитрий Львович）

## 知名人物
- 努里金·阿克拉莫维奇·毛希丁诺夫：1961年-1966年任苏联消费合作社中央联社副主席。此前任苏共中央主席团成员、苏共中央书记处书记。
- 尼古拉·伊里奇·别利亚耶夫：1940年-1941年新西伯利亚州消费合作社主席。后任苏共中央书记处书记、苏共中央主席团副主席、哈萨克共产党中央第一书记。
- 尼古拉·加夫里洛维奇·切尔内绍夫：1926年1月起在顿河畔罗斯托夫消费合作社一家印刷厂当过几个月的包装工。后成为事火箭推进剂研究的化学家。

## 学校
中央联盟拥有3所大学、3所学院及70多个中等技校。
- 莫斯科消费合作社学院，成立于1912年称“合作社高等学校”。1918年改称“全俄合作社学院”。1935年改称“莫斯科全苏消费合作社学院”。1959年改称“莫斯科消费合作社学院”。1992年改称“莫斯科消费合作社大学”。2006年改名为俄罗斯合作社大学（俄语：Российский университет кооперации）。为俄罗斯联邦教育与科学部辖下的国立大学。俄罗斯经济类高校全国排行第八。在全国18个城市设有分销，包括加里宁格勒、巴什基尔、伏尔加格勒、喀山、切博克萨雷、克拉斯诺达尔、勘察加彼得罗巴甫洛夫斯克。在校生近4万人。